# Paul Harrington
Paul Harrington (født 8. maj 1960 i Dublin) er en irsk sanger og musiker. I 1994 optrådte han sammen med Charlie McGettigan ved Eurovision Song Contest og vandt overvældende med sangen "Rock 'n' Roll Kids".